# Râul Cracăul Negru
 Pentru alte sensuri ale toponimicului, a se vedea pagina Cracău 
Râul Cracăul Negru este un curs de apă, unul din cele două brațe care formează râul Cracău. 

## Hărți
- Parcul Vânători-Neamț